# Dr. 90210
Dr. 90210 è un reality show televisivo che si occupa di chirurgia plastica ed è ambientato a Beverly Hills (Los Angeles, California). La serie debuttò nel 2004. Il nome deriva dal codice postale di Beverly Hills, molto noto anche perché fu utilizzato per il telefilm Beverly Hills 90210.
Lo show è prodotto da E!, ma è trasmesso su molti altri canali e in Italia è trasmesso sul canale 129 dello Sky Box. Ogni episodio dura circa un'ora. Lo show si differenzia dagli altri programmi perché mostra anche la vita privata dei medici.
Il programma contiene anche le interviste ai pazienti, immagini dell'operazione e immagini del paziente, prima e dopo l'operazione per apprezzare il risultato finale. Per esempio se un paziente vuole sottoporsi a mastoplastica additiva, lo show mostra il medico che esamina il seno della paziente prima e dopo l'operazione. Nella versione americana alcuni dettagli (come i capezzoli) sono censurati, mentre in altri Paesi (come ad esempio in Italia) gli interventi, come rinoplastica e impianto di protesi, vengono mostrati senza censure.
Lo show si è concentrato maggiormente sulla vita e sulla professione del dottor Robert Rey, un chirurgo plastico di Beverly Hills. Altri chirurghi che fanno parte del programma sono: Gary Alter, Jason Diamond, Linda Li, Julian Omidi e Michael Omidi, David Matlock, William Aiello, Dean Manus, Gary Motykie, Susan e Brian Evans e il vincitore del Grande Fratello 2 Will Kirby.